# Partecipanti ai Campionati europei di ciclismo su strada 2024 - Gara in linea maschile Elite
Elenco dei partecipanti ai Campionati europei di ciclismo su strada 2024 - Gara in linea maschile Elite.
La Gara in linea maschile Elitè ai Campionati europei di ciclismo su strada 2024 è stata la nona edizione della corsa. 
Accreditati alla partenza 130 ciclisti.

## Corridori per squadra
| Olanda      | Olanda               | Olanda      | Francia            | Francia               | Francia            | Belgio     | Belgio              | Belgio     |
| ----------- | -------------------- | ----------- | ------------------ | --------------------- | ------------------ | ---------- | ------------------- | ---------- |
| N°          | Ciclista             | Clas.       | N°                 | Ciclista              | Clas.              | N°         | Ciclista            | Clas.      |
| 1           | Mathieu van der Poel | 30°         | 9                  | Christophe Laporte    | 9°                 | 17         | Tim Declercq        | 66°        |
| 2           | Pascal Eenkhoorn     | 52°         | 10                 | Rémi Cavagna          | R                  | 18         | Jordi Meeus         | 20°        |
| 3           | Daan Hoole           | 47°         | 11                 | Arnaud Démare         | 11°                | 19         | Tim Merlier         | 1°         |
| 4           | Olav Kooij           | 2°          | 12                 | Sandy Dujardin        | 38°                | 20         | Jasper Philipsen    | 4°         |
| 5           | Oscar Riesebeek      | 51°         | 13                 | Mathis Le Berre       | 49°                | 21         | Laurenz Rex         | R          |
| 6           | Mike Teunissen       | 19°         | 14                 | Eddy Le Huitouze      | 65°                | 22         | Jonas Rickaert      | 35°        |
| 7           | Mick van Dijke       | 63°         | 15                 | Hugo Page             | 48°                | 23         | Edward Theuns       | 32°        |
| 8           | Danny van Poppel     | 53°         | 16                 | Adrien Petit          | 50°                | 24         | Bert Van Lerberghe  | 31°        |
| Spagna      | Spagna               | Spagna      | Danimarca          | Danimarca             | Danimarca          | Italia     | Italia              | Italia     |
| N°          | Ciclista             | Clas.       | N°                 | Ciclista              | Clas.              | N°         | Ciclista            | Clas.      |
| 25          | Jon Aberasturi       | R           | 33                 | Tobias Lund Andresen  | R                  | 41         | Edoardo Affini      | 54°        |
| 26          | Antonio Angulo       | 75°         | 34                 | Kasper Andersen       | 41°                | 42         | Davide Ballerini    | 37°        |
| 27          | Fernando Barceló     | 64°         | 35                 | Mikkel Bjerg          | R                  | 43         | Mattia Cattaneo     | 46°        |
| 28          | Xabier Berasategi    | R           | 36                 | Anders Foldager       | R                  | 44         | Simone Consonni     | 29°        |
| 29          | Francisco Galván     | 77°         | 37                 | Mathias Norsgaard     | 28°                | 45         | Mirco Maestri       | 55°        |
| 30          | Raúl García Pierna   | 78°         | 38                 | Søren Andersen        | 34°                | 46         | Jonathan Milan      | 13°        |
| 31          | Pau Miquel           | 18°         | 39                 | Mads Pedersen         | 6°                 | 47         | Jacopo Mosca        | 61°        |
| 32          | Antonio Jesús Soto   | R           | 40                 | Mads Würtz Schmidt    | 74°                | 48         | Matteo Trentin      | 45°        |
| Svizzera    | Svizzera             | Svizzera    | Norvegia           | Norvegia              | Norvegia           | Germania   | Germania            | Germania   |
| N°          | Ciclista             | Clas.       | N°                 | Ciclista              | Clas.              | N°         | Ciclista            | Clas.      |
| 49          | Stefan Bissegger     | 26°         | 57                 | Jonas Abrahamsen      | R                  | 63         | John Degenkolb      | 40°        |
| 50          | Tom Bohli            | 17°         | 58                 | Idar Andersen         | 57°                | 64         | Kim Heiduk          | R          |
| 51          | Nils Brun            | R           | 59                 | Stian Fredheim        | R                  | 65         | Roger Kluge         | R          |
| 52          | Noah Bögli           | R           | 60                 | Tord Gudmestad        | 56°                | 66         | Niklas Märkl        | 39°        |
| 53          | Fabian Lienhard      | 15°         | 61                 | Alexander Kristoff    | 5°                 | 67         | Nils Politt         | 43°        |
| 54          | Simon Pellaud        | 22°         | 62                 | Søren Wærenskjold     | 16°                | 68         | Jonas Rutsch        | 33°        |
| 55          | Matthias Reutimann   | R           |                    |                       |                    | 69         | Jannik Steimle      | 44°        |
| 56          | Jan Sommer           | R           | 70                 | Max Walscheid         | 12°                |            |                     |            |
| Portogallo  | Portogallo           | Portogallo  | Austria            | Austria               | Austria            | Cechia     | Cechia              | Cechia     |
| N°          | Ciclista             | Clas.       | N°                 | Ciclista              | Clas.              | N°         | Ciclista            | Clas.      |
| 71          | Ivo Oliveira         | R           | 74                 | Felix Ritzinger       | R                  | 77         | Pavel Bittner       | 7°         |
| 72          | Rui Oliveira         | 36°         | 75                 | Seb Schönberger       | 70°                | 78         | Tomáš Kopecký       | NP         |
| 73          | Iúri Leitão          | NP          | 76                 | Emanuel Zangerle      | 27°                | 79         | Dominik Neuman      | 59°        |
|             |                      |             |                    |                       |                    | 80         | Šimon Vaníček       | NP         |
| 81          | Matěj Zahálka        | R           |                    |                       |                    |            |                     |            |
| 82          | Adam Ťoupalík        | 24°         |                    |                       |                    |            |                     |            |
| Lettonia    | Lettonia             | Lettonia    | Polonia            | Polonia               | Polonia            | Ungheria   | Ungheria            | Ungheria   |
| N°          | Ciclista             | Clas.       | N°                 | Ciclista              | Clas.              | N°         | Ciclista            | Clas.      |
| 83          | Kristers Ansons      | R           | 87                 | Stanisław Aniołkowski | 8°                 | 94         | Erik Fetter         | R          |
| 84          | Alekss Krasts        | R           | 88                 | Norbert Banaszek      | R                  | 95         | Ádám Kristóf Karl   | R          |
| 86          | Mārtiņš Pluto        | 60°         | 89                 | Marceli Bogusławski   | R                  | 96         | János Pelikán       | R          |
|             |                      |             | 90                 | Kamil Gradek          | 68°                |            |                     |            |
| 91          | Filip Maciejuk       | 42°         |                    |                       |                    |            |                     |            |
| 92          | Michał Paluta        | 73°         |                    |                       |                    |            |                     |            |
| 93          | Szymon Sajnok        | 76°         |                    |                       |                    |            |                     |            |
| Lussemburgo | Lussemburgo          | Lussemburgo | Estonia            | Estonia               | Estonia            | Slovacchia | Slovacchia          | Slovacchia |
| N°          | Ciclista             | Clas.       | N°                 | Ciclista              | Clas.              | N°         | Ciclista            | Clas.      |
| 97          | Loïc Bettendorff     | R           | 103                | Siim Kiskonen         | R                  | 109        | Lukáš Kubiš         | 14°        |
| 98          | Alex Kirsch          | 10°         | 104                | Karl Patrick Lauk     | 25°                | 110        | Andrej Liska        | 62°        |
| 99          | Arthur Kluckers      | 79°R        | 105                | Madis Mihkels         | 3°                 | 111        | Pavol Rovder        | 72°        |
| 100         | Charel Meyers        | R           | 106                | Markus Pajur          | R                  | 112        | Matúš Štoček        | R          |
| 101         | Tom Paquet           | R           | 107                | Norman Vahtra         | 71°                |            |                     |            |
| 102         | Tom Wirtgen          | R           | 108                | Rait Ärm              | 58°                |            |                     |            |
| Israele     | Israele              | Israele     | Grecia             | Grecia                | Grecia             | Cipro      | Cipro               | Cipro      |
| N°          | Ciclista             | Clas.       | N°                 | Ciclista              | Clas.              | N°         | Ciclista            | Clas.      |
| 113         | Itamar Einhorn       | 23°         | 117                | Geórgios Boúglas      | R                  | 118        | Andreas Miltiadis   | R          |
| 114         | Oded Kogut           | 21°         |                    |                       |                    |            |                     |            |
| 115         | Guy Sagiv            | R           |                    |                       |                    |            |                     |            |
| 116         | Rotem Tene           | R           |                    |                       |                    |            |                     |            |
| Svezia      | Svezia               | Svezia      | Turchia            | Turchia               | Turchia            | Romania    | Romania             | Romania    |
| N°          | Ciclista             | Clas.       | N°                 | Ciclista              | Clas.              | N°         | Ciclista            | Clas.      |
| 119         | Jacob Eriksson       | 69°         | 120                | Burak Abay            | R                  | 124        | Iustin-Ioan Văidian | R          |
|             |                      |             | 121                | Doğukan Arıkan        | R                  |            |                     |            |
| 122         | Ahmet Örken          | R           |                    |                       |                    |            |                     |            |
| 123         | Tahir Buğra Yiğit    | R           |                    |                       |                    |            |                     |            |
| Lituania    | Lituania             | Lituania    | Bulgaria           | Bulgaria              | Bulgaria           | Islanda    | Islanda             | Islanda    |
| N°          | Ciclista             | Clas.       | N°                 | Ciclista              | Clas.              | N°         | Ciclista            | Clas.      |
| 125         | Rokas Kmieliauskas   | 67°         | 126                | Martin Papanov        | R                  | 128        | Kristinn Jonsson    | R          |
|             |                      |             | 127                | Emil Stoynev          | R                  |            |                     |            |
| Albania     | Albania              | Albania     | Città del Vaticano | Città del Vaticano    | Città del Vaticano |            |                     |            |
| N°          | Ciclista             | Clas.       | N°                 | Ciclista              | Clas.              |            |                     |            |
| 129         | Lukas Kloppenborg    | R           | 131                | Rien Schuurhuis       | R                  |            |                     |            |
| 130         | Olsian Velia         | R           |                    |                       |                    |            |                     |            |